# Thun
För andra betydelser, se Thun (olika betydelser).
Thun (franska: Thoune) är en stad och kommun i distriktet Thun i kantonen Bern i Schweiz. Kommunen har 43 905 invånare (2023).
Staden är belägen vid utflödet av floden Aare från Thunsjön.
Thun erhöll stadsrättigheter 1264. Flera byggnader i den nuvarande innerstaden uppfördes på 1400-talet. Thun betraktas som porten till Berner Oberland, eftersom större delen av trafiken till Berner Oberland passerar staden. Thun har järnvägsförbindelser med Bern, Interlaken, Brig och Zweisimmen. Direkta utlandsförbindelser finns med Milano och Berlin. Motorvägen A6 passerar genom Thuns västra förstäder med två anslutningar. För turister har Thun dagligen flera båtförbindelser med Interlaken.
Bland årligen återkommande evenemang kan nämnas
- Karnevalen (Fasnacht) i slutet av januari.
- Seespiele, uppförande av en musikal på en scen i Thunsjön. År 2012 uppfördes 'Titanic', 2013 'Besuch der alten Dame' efter Friedrich Dürrenmatt, 2014 'Aida, das musical' med musik av Elton John och 2015 'Romeo och Julia'.
- Thunfesten i augusti.
- Ausschiesset (bågskyttetävling för kadetterna) med narrfiguren Fulehung i slutet av september.

## Sport
I fotboll för herrar har FC Thun haft framgångar med spel i den schweiziska högstadivisionen. De spelar sina hemmamatcher på den 2011 invigda Arena Thun belägen vid motorvägen A6. I Thun anordnades Världsmästerskapen i orientering 1981.